# ویروس موزائیک

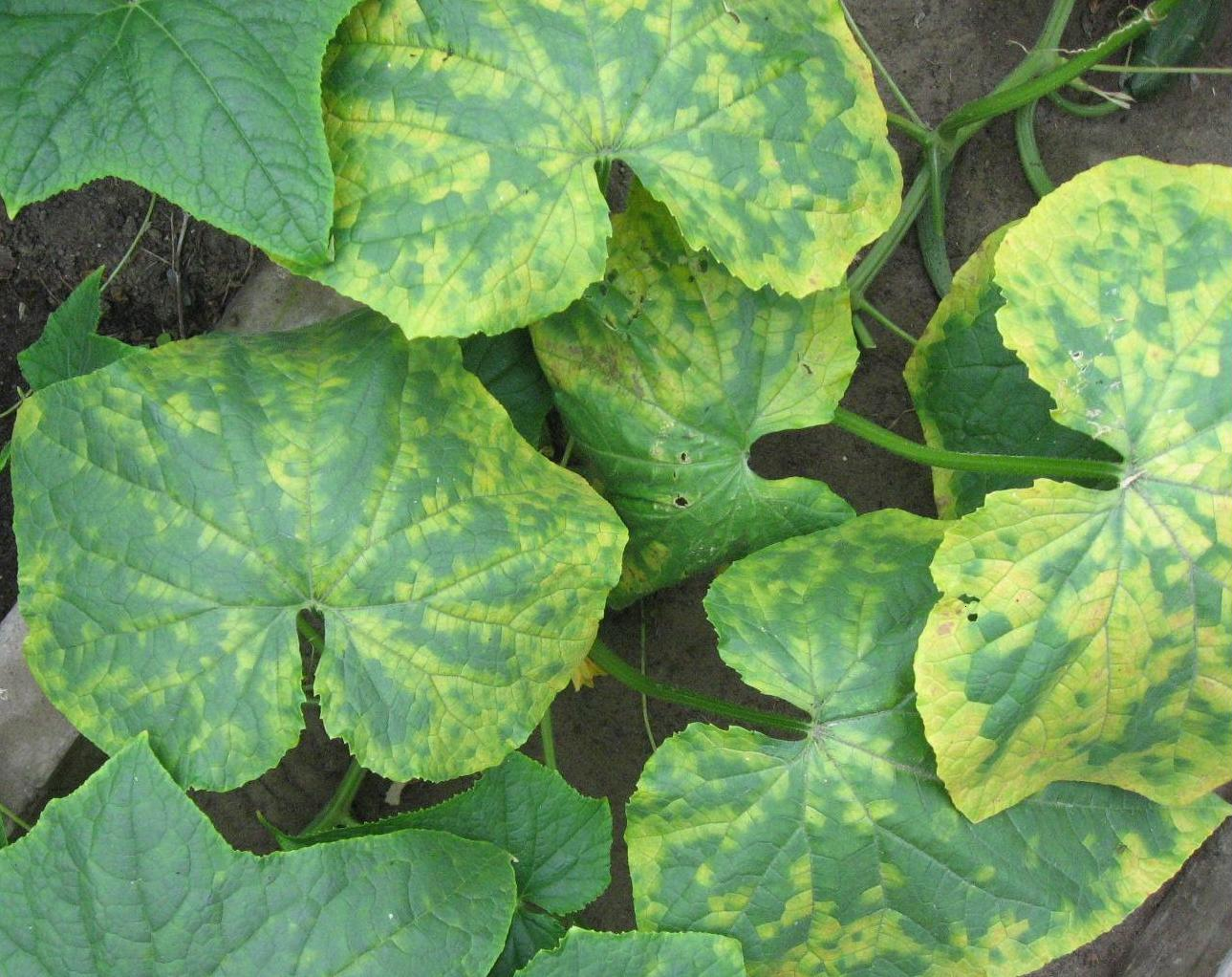
برگ‌های خیار که به مراحل مختلف ویروس موزائیک خیار مبتلا شده‌اند.

ویروس موزائیک ویروس گیاهی است که موجب می‌شود ظاهر برگها خالدار شود. ویروس موزائیک یک آرایه نیست. این ویروس گونه‌های مختلف دارد مانند:
- ویروس شکستگی گل لاله
- ویروس موزائیک چغندر
- ویروس موزائیک تنباکو
- ویروس موزائیک خیار
- ویروس موزائیک آلفاآلفا
- ویروس موزائیک اسکواش
- ویروس موزائیک اسکواش
- ویروس موزائیک زرد کدو سبز[۱]
- ویروس موزائیک هندوانه (WMV)
- و …